# Pierre Kaldor
Pierre Kaldor, né le 15 mai 1912 à Paris et mort le 5 mars 2010 à Neuilly-sur-Seine, est un avocat, militant syndicaliste, membre du Parti communiste français. De 1945 à 1947, il est secrétaire général du Secours populaire français, dont il est ensuite membre du bureau national jusqu'en 2010.

## Biographie
Fils d'un imprimeur hongrois naturalisé français en 1910, Pierre Kaldor poursuit des études de langues et de droit et adhère à l'Union fédérale des étudiants. Dans le même temps, il travaille comme conseiller juridique à la fédération de la Seine des locataires et adhère au Parti communiste français et à la CGTU des employés. En 1935, il obtient sa licence en droit et s'inscrit au barreau. 
Pierre Kaldor travaille en coopération avec Marcel Willard et devient membre de l'Association juridique internationale (AJI). En Allemagne en 1935, il rend visite dans sa prison à Ernst Thälmann, dirigeant du Parti communiste allemand, arrêté après l'incendie du Reichstag en 1933. Il assiste Marcel Willard dans la défense de Georges Dimitrov devant les tribunaux nazis.
En octobre 1939, il est arrêté après la découverte sur son lieu de travail de tracts communistes. Le 16 mai 1940, il est condamné à cinq ans de prison en application du décret-loi d’interdiction du Parti communiste du 26 septembre 1939. Il passe sept mois à la prison de la Santé, puis est transféré à Bourges où il rencontre Pierre Semard. Il y est incarcéré dans une cellule d’isolement pendant plus d’un an. En juin 1941, il est à nouveau transféré à la maison centrale de Clairvaux. Le 1er juin 1943, il est envoyé pour raison disciplinaire à la maison d'arrêt de Châlons-sur-Marne, d'où il parvient à s'évader avec d'autres détenus en novembre 1943, avec l'aide de son épouse, Charlotte Szladowski, et de complicités intérieures et extérieures.
Réfugié en Normandie, Pierre Kaldor est contacté par Pierre Villon puis Joë Nordmann et entre à la direction du Front national judiciaire, organe du Front national de lutte pour l’indépendance de la France. Il milite aussi au sein du Secours populaire clandestin en région parisienne. Il participe à la libération de Paris dans les rangs des Forces françaises de l’intérieur (FTPF-FFI). Avec Joe Nordmann et Marcel Willard, il participe à la prise de contrôle du Ministère de la Justice le 19 août 1944.
Après la guerre, il est de 1945 à 1947 secrétaire général du Secours populaire français, dont il reste membre du bureau national jusqu’à son décès en 2010.
Inscrit au Barreau de Paris en 1949, il prend la défense des victimes d’injustice, en France (syndicalistes, réfugiés), et à l’étranger (patriotes algériens, camerounais, espagnols). 
Son engagement en faveur de la décolonisation se traduit à partir de 1955 par la participation puis la coordination d’un groupe d'avocats communistes présidé par Me Henri Douzon. Entre 1956 et 1962, Pierre Kaldor fait dix-huit voyages entre la France et l'Algérie. L'activité du groupe d'avocats est matériellement et financièrement portée par le Secours populaire français et se traduit sur le terrain par la défense pénale des militants nationalistes algériens. Tous les avocats du groupe sont bénévoles. Cet activisme vaut à Pierre Kaldor détentions administratives et arrêtés d'expulsion d’Algérie,.
Il fonde l’Association française d’amitié et de solidarité avec les peuples d’Afrique (AFASPA) dont il devient le président à partir de 1975. Il milite aussi au comité français contre les interdictions professionnelles en Allemagne (Berufsverbot). De 1956 à 1971, il est la tête de liste communiste aux élections municipales à Neuilly-sur-Seine.

## Famille
Pierre Kaldor a un fils, François Kaldor, qui est aussi avocat.
Son épouse, Charlotte Szladowski, née de parents d'origine polonaise, est une combattante volontaire de la Résistance, organisatrice d’un réseau d’évasions, secrétaire du COMAC. Elle meurt le 2 février 2016 dans sa centième année.

## Distinction
Le 14 juillet 2007, Pierre Kaldor est nommé chevalier de la légion d’honneur.

## Hommages
Le 25 novembre 2016, est dévoilée la plaque commémorative en son souvenir apposée sur le mur de la prison de Châlons-en-Champagne.
Une rue de Floirac prend son nom en 2018.